# Jacques D'Hondt
Jacques D'Hondt, född 17 april 1920 i Tours, död 10 februari 2012 i Paris, var en fransk filosof och medlem av den franska motståndsrörelsen under andra världskriget.
Under andra världskriget var D'Hondt lärare i Chinon och medlem av motståndsorganisationen Combat. 1970 grundade han Centre de Recherche et de Documentation sur Hegel et Marx vid universitetet i Poitiers, och hans internationella renommé bygger främst på forskning om Hegel.